# Namiot

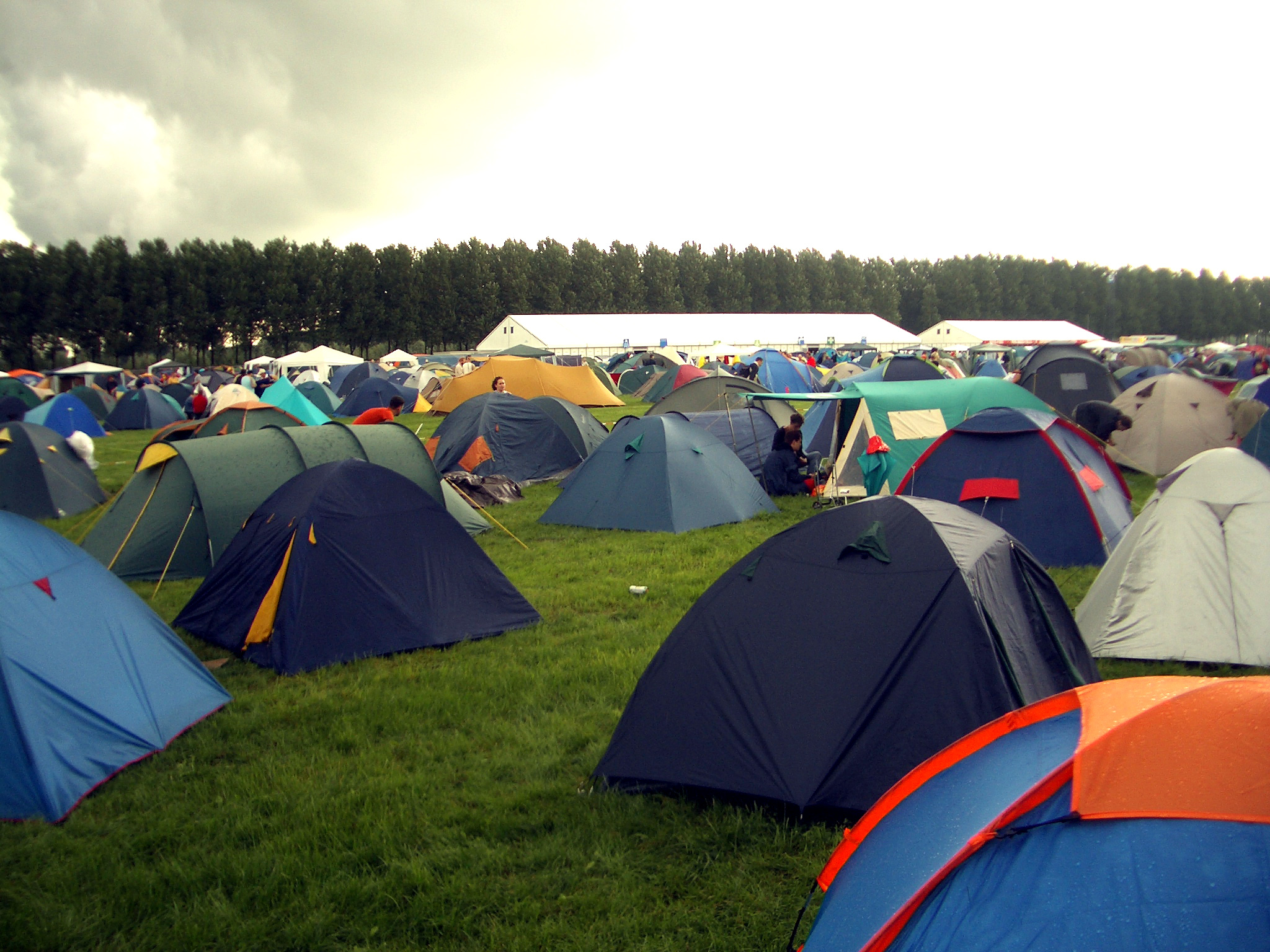
Namioty na polu namiotowym (kempingu)

Namiot – schronienie składające się z tkaniny lub innego materiału, rozpostartego na ramie lub słupkach oraz zazwyczaj rozciągniętej przez linki napinające. W mniejszych namiotach tkanina może obejmować także dół namiotu. Najczęściej zarówno sam namiot, jak i linki napinające przymocowywane są do podłoża przy pomocy wbijanych śledzi lub szpilek.
Namioty są obecnie wykorzystywane w turystyce i wojsku do schronienia i nocowania w terenie, do zabezpieczenia sprzętu przed wpływami atmosferycznymi, do tymczasowych schronień handlowych, wystawowych, jako tymczasowe magazyny, a nawet pomieszczenia produkcyjne.
Jako rodzaj przenośnego schronienia używanego przez jedną lub więcej osób:
- namiot turystyczny (przenośny) – używany na biwakach, obozach wędrownych
- namiot dachowy – zwany również namiotem na dachu, jest praktycznym i innowacyjnym rozwiązaniem dla miłośników podróży i kempingu. Jest to rodzaj namiotu, który można zamontować na dachu samochodu lub pojazdu terenowego.
- namiot trekkingowy – używany podczas wędrówek pieszych na dalekie dystanse
- namiot ekspedycyjny – namiot używany w najcięższych warunkach zazwyczaj zaopatrzony w kołnierz (rękaw, kaptur) śnieżny zapobiegający dostawaniu się śniegu pod tropik
- namiot handlowy – używane jako przenośne stanowiska handlowe
- namiot wojskowy – używany np. na poligonach
  - typu NS – z podpinką i charakterystycznymi okrągłymi oknami
  - typu „10” (dziesiątka; od liczby osób które w nim mogą wygodnie spać) – popularny na obozach harcerskich
- jurta – namiot używany przez ludy tureckie i mongolskie w Azji
- tipi – namiot Indian prerii Ameryki Północnej
- namiot bankietowy – spotykany na przyjęciach plenerowych
- namiot cyrkowy